# Túbász kormányzóság
Túbász kormányzóság (arabul محافظة طوباس [Muḥāfaẓat Ṭūbās]) Palesztina tizenhat kormányzóságának egyike. Ciszjordánia északkeleti részén fekszik. Északon Izrael, keleten Jordánia, délen Jerikó kormányzóság, délnyugaton Náblusz kormányzóság, északnyugaton pedig Dzsenín kormányzóság határolja. Központja Túbász városa. Területe 402 km², népessége pedig a 2007-es népszámlálás adatai szerint 50 261 fő.